# 寺田護
寺田 護（てらだ まもる、1944年 - ）は、日本の生物学者（寄生虫学・衛生動物学）。薬学博士（静岡薬科大学・1971年）。浜松医科大学名誉教授。

## 人物・経歴
静岡薬科大学薬学部を1966年に卒業。その後、静岡薬科大学薬学研究科で薬理学を研究。1971年に博士課程を修了、薬学博士号を取得した。大学院修了とともに、大阪大学蛋白質研究所にて共同研究員。また、同時に神戸女子薬科大学薬学部助手として勤務。3年ほど近畿地方で過ごしたのち、静岡県に戻り、母校である静岡薬科大学薬学部で助手や講師を務めた。1979年に浜松医科大学に転じ、医学部で助教授や教授を務めた。

## 研究
薬学博士号も持つ薬学者であるが、寄生虫学の業績が知られている。寄生虫学は生物学の一派と看做されることが多いが、多分に学際的な要素が含まれていることもあり、薬理学的な見地から寄生虫学に取り組んだ。博士課程修了時の学位論文は、「豚回虫の生存に及ぼす酸素圧の影響」。酸素圧による豚回虫の駆除について調査した論文であり、その後も寄生虫に関する著書を複数著している。日本臨床寄生虫学会が編む学術書など専門的な書籍への寄稿も行っているが、寄生虫学に関する入門書的な単著も著している。

## 略歴
- 1962年 静岡県立静岡高等学校卒業[5]。
- 1966年 静岡薬科大学薬学部卒業。
- 1971年 静岡薬科大学大学院薬学研究科修了。
- 1971年 大阪大学蛋白質研究所共同研究員。
- 1971年 神戸女子薬科大学薬学部助手。
- 1973年 静岡薬科大学薬学部助手。
- 1977年 静岡薬科大学薬学部講師。
- 1979年 浜松医科大学医学部助教授。
- 1996年 浜松医科大学医学部医学科寄生虫学講座教授。

## 著作

### 単著
- 寺田護著『読むワクチン――寄生虫学コンパクト講義』南山堂、1995年。ISBN 4525175117
- 寺田護著『Parasitic Infections and Human Migration in Southeast Asia――東南アジアにおける人の移動に伴う寄生虫症の動態に関する研究』2000年。

### 寄稿
- 林栄一・寺田護稿「豚回虫と生物進化、特にエネルギー代謝を中心とする考察」静岡薬科大学編『静岡薬科大学開学二十周年記念論文集』静岡薬科大学、1973年。
- 林栄一・寺田護稿「新生体生理物質L-アスコルビン酸硫酸エステル」静岡薬科大学編『静岡薬科大学開学25周年記念論文集』静岡薬科大学、1978年。
- 寺田護ほか稿「旋尾線虫幼虫移行症の5例」日本臨床寄生虫学会編『症例からわかる臨床寄生虫病学』日本臨床寄生虫学会、2004年。ISBN 487151322X
- 寺田護ほか稿「大複殖門条虫症の12例」日本臨床寄生虫学会編『症例からわかる臨床寄生虫病学』日本臨床寄生虫学会、2004年。ISBN 487151322X

## 論文
- 国立情報学研究所収録論文 国立情報学研究所